# Oxford (Iowa)
Oxford é uma cidade localizada no estado americano de Iowa, no Condado de Johnson.

## Demografia
Segundo o censo americano de 2000, a sua população era de 705 habitantes.
Em 2006, foi estimada uma população de 639, um decréscimo de 66 (-9.4%).

## Geografia
De acordo com o United States Census Bureau tem uma área de
1,4 km², dos quais 1,4 km² cobertos por terra e 0,0 km² cobertos por água. Oxford localiza-se a aproximadamente 229 m acima do nível do mar.

## Localidades na vizinhança
O diagrama seguinte representa as localidades num raio de 20 km ao redor de Oxford.